# أكيرا تاكاياما
أكيرا تاكاياما (باليابانية: 高山明) هو مخرج ياباني، ولد في 1969.